# Rivière de l’Est
Die Rivière de l’Est ist ein Fluss auf der Insel Réunion, einem französischen Übersee-Département im Südwesten des Indischen Ozeans.

## Geographie
Der Fluss entspringt auf einer Höhe von 2350 Metern am Massiv des Vulkans Piton de la Fournaise am Plateau Fond de la Rivière de l’Est. Am Cassé de la Rivière de l’Est bildet der Fluss einen Wasserfall. Er fließt dann in östlicher bzw. nordöstlicher Richtung zunächst durch das Gemeindegebiet von Sainte-Rose und markiert dann die Gemeindegrenze von Sainte-Rose und Saint-Benoît.
Nahe seiner Mündung in den Indischen Ozean wird er von den Brücken Pont de la Rivière de l’Est und Pont suspendu de la Rivière de l’Est überbrückt. Oberhalb seines linken Ufers steht dort die Kapelle Sainte-Rita.
1927 kam es zu einem Unglück, als plötzlich aufgestaute Wassermassen den Vorgängerbau der heutigen Kapelle Sainte-Rita zerstörten.